# La culla (Klimt)
La culla è un dipinto di Gustav Klimt (olio su tela, 110×110 cm), realizzato fra il 1917 e il 1918 (ma rimasto incompiuto) e situato alla National Gallery of Art di Washington.
Il bambino ritratto, del quale sono visibili solamente la testa e una mano, è raffigurato sotto un'imponente coperta dai motivi multicolori e ondulati che sembrano addossarsi sullo spettatore.
La testa del neonato, situata sulla cima del dipinto, funge da vertice di un triangolo in cui è inscritta la struttura dell'opera. Il forte colorismo della Culla risente l'influenza del fauvismo e dell'arte slava, che il pittore conobbe in seguito ad un suo viaggio in Moravia nel 1917.
Il dipinto ebbe come primo acquirente la famiglia Primavesi, che lo compro' nel 1919 poco dopo la morte dell'artista .